# 児島恭子
児島 恭子（こじま きょうこ、1954年 - ）は、日本のアイヌ研究者、元札幌学院大学教授。
東京都生まれ。1976年早稲田大学第一文学部卒業。85年同大学院文学研究科博士課程後期満期退学。2002年「アイヌ民族史研究序説 蝦夷・アイヌ観の歴史的研究」で文学博士。2013年3月-2022年3月札幌学院大学人文学部教授。

## 著書
- 『アイヌ民族史の研究 蝦夷・アイヌ観の歴史的変遷』吉川弘文館 2003.2 オンデマンド版 2013.12 ISBN 9784642042215
- 『エミシ・エゾからアイヌへ』吉川弘文館 歴史文化ライブラリー  2009.6 オンデマンド版 2022.10 ISBN 9784642756730
- 『アイヌ語地名の歴史』吉川弘文館 歴史文化ライブラリー  2024.7 ISBN 9784642306041

共編
- 『アイヌの道』（街道の日本史）佐々木利和,古原敏弘共編 吉川弘文館 2005.4 ISBN 9784642062015

### 監修
- 『アイヌ文化の基礎知識 増補・改訂版』草風館 2018

## 参考
- 『エミシ・エゾからアイヌへ』[ISBN　978-4-642-05673-1]オンデマンド版 ISBN 9784642756730
- 札幌学院大学
- https://jglobal.jst.go.jp/detail?JGLOBAL_ID=201701004091245538　J-GLOBAL